# Andrew Cardozo
Pour les articles homonymes, voir Cardozo.
Andrew Cardozo, né le 21 mars 1956, est un chroniqueur, recherchiste en politique, artiste et homme politique ontarien.
Il est sénateur canadien de l'Ontario.

## Biographie
Andrew Cardozo est nommé au Sénat du Canada par la gouverneure générale Mary Simon le 21 novembre 2022, sur l'avis du premier ministre Justin Trudeau. Cardozo est membre du Groupe progressiste du Sénat.
Avant sa nomination au Sénat, Cardozo est président du Centre Pearson pour des politiques progressistes pendant près de dix ans. Il est un ancien commissaire du Conseil de la radiodiffusion et des télécommunications canadiennes. Cardozo siège actuellement au sein du Comité sénatorial permanent des finances nationales et du Comité sénatorial permanent de la sécurité nationale, de la défense et des anciens combattants.
Le sénateur Cardozo a reçu un certain nombre de prix, tels que le prix du leadership exceptionnel de DreamKeepers 2023, qui commémore le rôle historique du Dr Martin Luther King Jr, la Médaille commémorative du 125e anniversaire de la Confédération du Canada, le prix de l’ange gardien du Reelworld Film Festival (Toronto), le prix du Grand Frère de l'année (Ottawa), et le Médaille du couronnement de Charles III.

## Publications
- (en) Andrew Cardozo et Louis Musto, The Battle Over Multiculturalism: Does it Help Or Hinder Canadian Unity?, Ottawa, PSI Pub., 1997, 216 p. (lire en ligne).